# Vercoiran
Vercoiran ist ein Ort und eine französische Gemeinde mit 134 Einwohnern (Stand 1. Januar 2022) im Département Drôme in der Region Auvergne-Rhône-Alpes (vor 2016 Rhône-Alpes). Sie gehört zum Arrondissement Nyons und zum Kanton Nyons et Baronnies. Die Einwohner werden Vercoiranais genannt.

## Lage
Vercoiran liegt etwa sechzig Kilometer nordöstlich von Avignon. Umgeben wird Vercoiran von den Nachbargemeinden Bésignan im Norden, Sainte-Euphémie-sur-Ouvèze im Osten, La Rochette-du-Buis im Südosten sowie Buis-les-Baronnies im Südwesten und Westen.

## Bevölkerungsentwicklung
| Jahr                       | 1962 | 1968 | 1975 | 1982 | 1990 | 1999 | 2006 | 2019 |
| -------------------------- | ---- | ---- | ---- | ---- | ---- | ---- | ---- | ---- |
| Einwohner                  | 147  | 124  | 98   | 112  | 129  | 115  | 123  | 138  |
| Quellen: Cassini und INSEE |      |      |      |      |      |      |      |      |

## Sehenswürdigkeiten

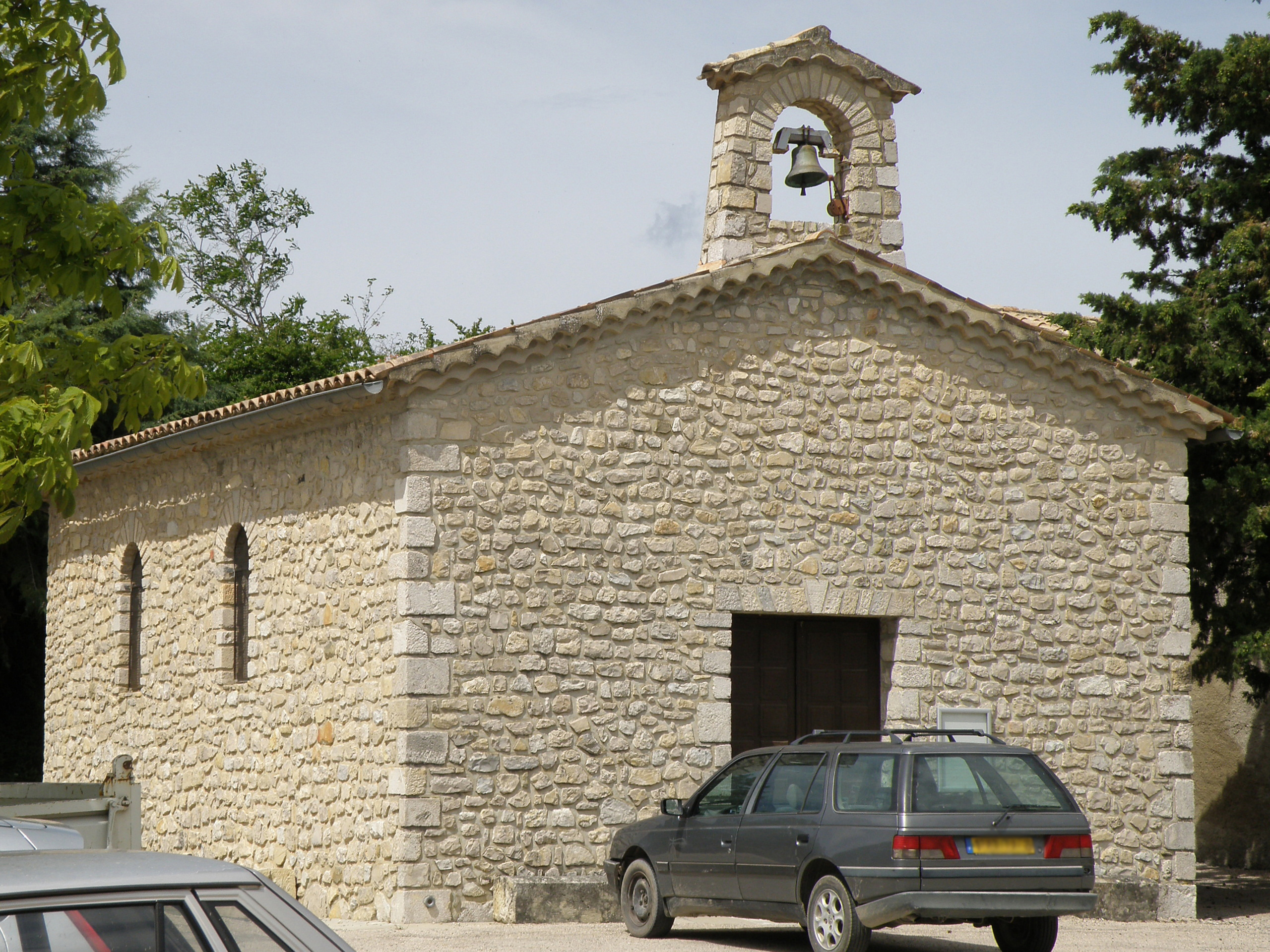
Kirche Sainte-Anne
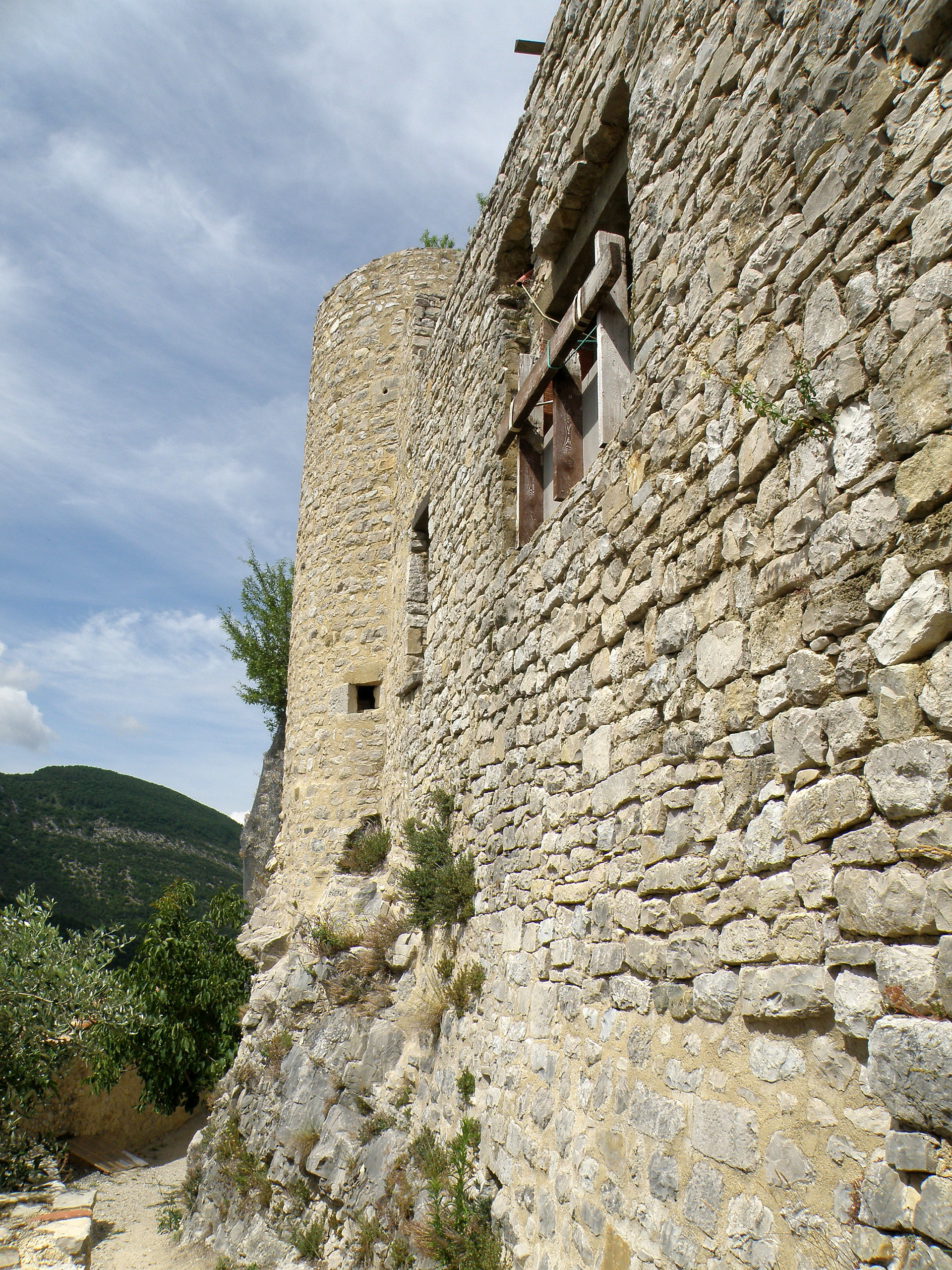
Burgruine von Vercoiran

- Kapelle Notre-Dame-des-Champs
- Kapelle Notre-Dame-de-la-Viste
- Reste der Burg

- Kirche Sainte-Anne
- Burgruine von Vercoiran